# Jaroslav Křička

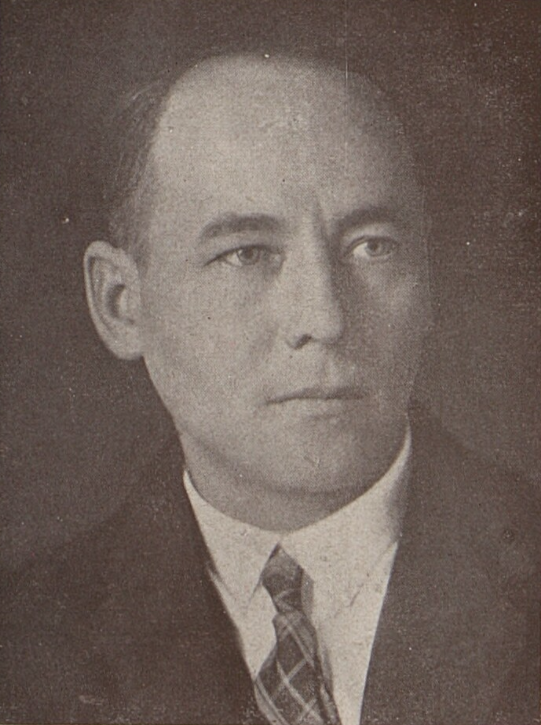
Jaroslav Křička, 1927

Jaroslav Křička (* 27. August 1882 in Kelč; † 23. Januar 1969 in Prag) war ein tschechischer Komponist, Dirigent und Musikpädagoge. Er war Bruder des Dichters Petr Křička.

## Leben und Wirken
Jaroslav Křička wurde in der Familie des Dorfkantors und Schulleiters František Křička (1848–1891) in Kelč als ältester von drei Geschwistern geboren. Seine Mutter hieß Františka Křičková (1861–1936). Sein Bruder Petr Křička (1884–1949) wurde später ein bekannter Dichter, seine Schwester Pavla Křičková (1886–1972) wurde Schriftstellerin. Der Vater hat die musikalische Erziehung seiner Kinder sehr gefördert, Jaroslav erhielt schon als Kind Geigen-, Klavier- und Gesangunterricht.
Er besuchte das Gymnasium in Havlíčkův Brod und schloss im Jahr 1900 mit Abitur ab. Schon als Gymnasiast gründete er ein eigenes Gesangsquartett, Streichquartett und Schülerorchester und fing an zu komponieren. Nach dem Abitur zog er nach Prag und studierte von 1902 bis 1905 auf dem Prager Konservatorium. Bei Josef Klička lernte er Orgel, Instrumentenlehre, Harmonielehre und Partiturspiel, bei Karel Knittl das Dirigieren und bei Karel Stecker Komposition. Seine musikalischen Vorbilder waren die tschechischen Klassiker Antonín Dvořák, Bedřich Smetana und Zdeněk Fibich und später auch die Vertreter der tschechischen Moderne, Vítězslav Novák und Josef Suk.

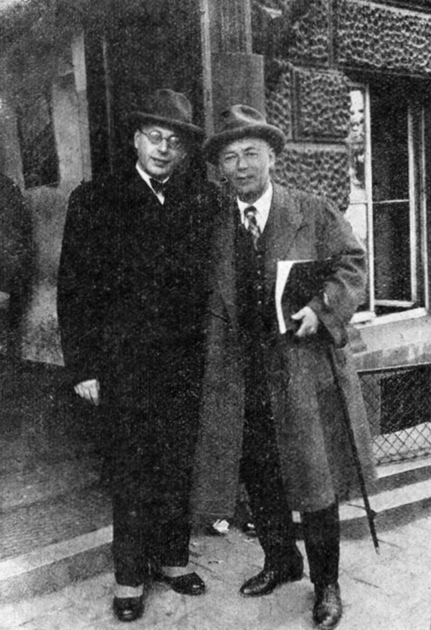
Jaroslav Křička (rechts) und Dirigent George Szell während der Aufführung von Křičkas Oper Spuk im Schloß oder Böse Zeiten für Gespenster im Neuen deutschen Theater, Prag, April 1932.

Nach einem einjährigen Studienaufenthalt in Berlin (1905–1906) zog er für drei Jahre nach Russland (1906–1909) und unterrichtete Musiktheorie, Harmonie und Kammerspiel auf der Kaiserlichen Musikschule in Jekaterinoslaw. Er gründete dort ein Orchester, mit dem er Werke von Antonín Dvořák und Bedřich Smetana aufführte. In Russland schloss er Freundschaft mit den Komponisten Alexander Glazunov und Sergei Tanejew. Jaroslav Křička war beeindruckt von russischer Poesie und russischer Musik, besonders die Komponisten Michail Glinka und Modest Mussorgski gaben ihm bedeutende Impulse für seine eigene Arbeit. In Jekaterinoslaw entstanden viele Kompositionen, auch eins seiner bekanntesten Lieder, Albatros, aus dem Zyklus Severní noci (Nächte im Norden). Mussorgskis Kinderliederzyklen regten ihn an eigene Kinderlieder zu komponieren.
Ab 1909 lebte er in Prag. In den Jahren 1911 bis 1920 leitete er den Prager Chor Hlahol. Mit Hlahol studierte er zahlreiche Werke zeitgenössischen tschechischen Komponisten wie Leoš Janáčeks, Vítězslav Nováks, Otakar Jeremiáš’ ein und leitet auch die Premiere von Nováks Kantate Svatební košile (Das Hochzeitshemd), op. 48. In dieser Zeit arbeitete er an seinem ersten großen Werk – der Oper Hipolyt. Ab 1911 vertrat er Karel Stecker am Prager Konservatorium und nach dessen Tod im Jahr 1919 wurde er zum ordentlichen Professor für Komposition an das Konservatorium berufen.
Am 14. Oktober 1918 heiratete er die Pianistin und Sängerin im Hlahol-Chor, Marie Krbová, eine Schülerin von Josef Bohuslav Foerster. Zusammen mit seinem Schüler Jaroslav Řídký leitete Křička in den Jahren 1922 bis 1930 den Philharmonischen Chor der Tschechischen Philharmonie. In den Jahren 1942 bis 1945, in der kritischen Zeit des Zweiten Weltkrieges und der deutschen Okkupation, leitete er als Rektor das Konservatorium.
Während seiner langjährigen pädagogischen Tätigkeit am Konservatorium bildete Jaroslav Křička viele Komponisten aus, unter ihnen Jaroslav Řídký, Karel Hába, Emil Hlobil, Karel Janeček, Karel Horký, Václav Trojan, Ján Cikker, Jan Kapr und Jarmil Burghauser. Das Ende seines Lebens verbrachte er in der ruhigen Umgebung der Vorgebirgslandschaft des Böhmerwaldes, im Dorf Červené Dvorce bei Sušice. Hier widmete er sich nur noch dem Komponieren.
Er wurde auf den Olšany Friedhöfen in Prag beerdigt, sein Grab ist nicht mehr erhalten.

## Ehrungen
Jaroslav Křička wurde 1921 zum Mitglied der Tschechische Akademie der Wissenschaften und Künste gewählt, im Jahr 1957 erhielt er den Ehrentitel Verdienter Künstler (Zasloužilý umělec). In seiner Heimatstadt Kelč befindet sich das Museum der Brüder Křička.

## Werke
Jaroslav Křičkas Werk umfasst fast alle Musikgenres, nach Aussage des Komponisten „von Passionsmusik bis Operette“. Der Schwerpunkt liegt auf vokalen und vokal-instrumentalen Kompositionen. Neben Liederzyklen und Kantaten komponierte er auch Opern, Operetten, Schauspielmusiken, Sinfonien, Streichquartette und kammermusikalischen Werke. Bedeutend und in seiner Zeit einzigartig sind die Kompositionen für Kinder, er schrieb zahlreiche Kinderliederzyklen und die erste tschechische Kinderoper, Ogaři (1918). Am Ende der Stummfilmära fing seine Zusammenarbeit mit dem Film an. Im Jahr 1929 schrieb er die Musik zum historischen Film Svatý Václav, der zum Millennium des Todes des böhmischen Patrons gedreht wurde. Nach 1945 komponierte er auch einige Operetten.
Er schrieb viele Abhandlungen über Musik und veröffentlichte regelmäßig Beiträge in den Musikzeitschriften Hudební revue und Hudební rozhledy.

### Liederzyklen
- Severní noci, op. 14 (1909/1910) – „Nächte im Norden“, vier Lieder auf Gedichte von Konstantin Balmont. 1. Albatros, 2. Labuť, 3. Ukolébavka, 4. U skandinávských skal
- O lásce a smrti, op. 15 (1910) – „Über Liebe und Tod“, vier Lieder auf Texte von Konstantin Balmont
- Písně rozchodu, op. 19 (1916) – „Abschiedslieder“, vier Lieder auf Texte von Otakar Theer.
- Tři bajky pro soprán a klavír (1917) – „Drei Fabeln für Sopran und Klavier“ nach Märchen von Božena Němcová und Afanasjevs Fabeln
- Jaro pacholátko, op. 29 (1919) – drei Rezitative für eine hohe Stimme und Klavier
- Jiříčkovy písničky, op. 36 (1917, 1922–1923) – Sammlung von Kinderliedern
- Daniny písničky a říkadla, op. 49 (1928) – Kinderlieder und Reime für Kleinkinder
- Míšovy písničky (1932) – Sammlung von Kinderliedern
- Naše paní Božena Němcová, op. 112 (1954) – fünf Lieder für Mezzosopran und Orchester auf Texte von František Halas.

### Kantaten
- Pokušení na poušti, op. 34 (1922) – „Versuchung in der Wüste“, Kantate für Soli, Chor, Orchester und Orgel nach dem Matthäusevangelium, Text der Kralitzer Bibel
- Studentské vzpomínky – „Studentische Erinnerungen“, Kantate für Soli, Chor und Orchester
- Tyrolské elegie, op. 52 (1930) – „Tiroler Elegien“, Kantate für Soli, Männerchor und Orchester auf ein Gedicht von Karel Havlíček Borovský
- Moravská kantáta, op. 65 (1935) – „Mährische Kantate“ für kleine Soli, gemischten Chor und Orchester
- Valašská jitřní mše (1941) – „Walachische Morgenmesse“ für Soli, gemischten Chor und Orchester auf einen Text von František Táborský
- Requiem in memoriam fratris dilectissimi, op. 96 (1949) – zum Gedenken an seinen Bruder Petr

### Orchesterwerke
- 1. Symfonie d moll („Jarní“) (1905) – „Frühlingssinfonie“
- 2. Symfonie a moll („Letní“) (1907) – „Sommersinfonie“
- Modrý pták, op. 16 (1911) – „Blauer Vogel“, Ouvertüre zum Märchenspiel von Maurice Maeterlinck.
- Adventus, op. 33 (1921)
- Horácká suita, op. 63 (1936) – gewann den 3. Preis im Komponistenwettbewerb für die Olympischen Sommerspiele 1936

### Kammermusik
- 1. Streichquartett D dur („Ruský“) (1907)
- Divertimento Novodvorico (1921) – Serenade für ein Streichquartett
- Sonate e-Moll für Violine und Klavier, op. 40 („Památce Jana Štursy“) (1925) – „Zum Gedenken an Jan Štursa“
- Klaviertrio, op. 38 („Malé domácí trio“) (1934)
- 2. Streichquartett e moll (1938)
- 3. Streichquartett („Valašský“) (1949)

### Bühnenwerke
Bühnenwerke von Jaroslav Křička
- Zmoudření Dona Quijota, op. 18 (1914) – „Die Verwicklung des Don Quijote“, Musik zum Theaterspiel von Viktor Dyk
- Hipolyta, op. 20 (1916) – Oper, Premiere im Nationaltheater am 10. Oktober 1917
- Ogaři, op. 27 (1918) – „Hirtenknaben“, Kinderoper auf Texte von Ozef Kalda
- Bílý pán aneb Těžko se dnes duchům straší, op. 50 (1929) – „Spuk im Schloss oder Böse Zeiten für Gespenster“, musikalische Komödie nach der Novelle von Oscar Wilde Das Gespenst von Canterville
- Tlustý pradědeček, lupiči a detektývové aneb Dobře to dopadlo, op. 56 (1932) – „Der dicke Urgroßvater, Räuber und Detektive oder Es ist gut gelungen“, Singspiel für Kinder
- České jesličky, op. 69 (1937) – „Tschechische Krippe“, weihnachtliches Singspiel
- Hra na květinky. A-o-i-e-u, jaro již je tu!, op. 71 (1937) – „Blumenspiel. Frühling ist schon da!“, Singspiel für Kinderchöre
- Král Lávra, op. 73 (1939) – „König Lávra“, gesungenes Ballett nach einem Gedicht von Karel Havlíček Borovský
- Psaníčko na cestách, op. 79 (1941) – „Das Brieflein auf Reisen“, Singspiel für Kinder nach einem Märchen von Karel Čapek
- Jáchym a Juliana, op. 90 (1948) – “Joachim und Juliane”, Oper
- Zahořanský hon, op. 98a (1949) – „Die Jagd in Zahořany“, Musikkomödie nach einer Erzählung von Alois Jirásek
- Český Paganini aneb Slavík a Chopin (1951) – „Tschechischer Paganini oder Slavík und Chopin“, Operette
- Kolébka, op. 101 (1950) – „Die Wiege“, Musikkomödie mit Liedern und Tänzen nach einer Erzählung von Alois Jirásek.
- Tichý dům, op. 105 (1952) – „Das stille Haus“, Operette nach einer Erzählung von Jan Neruda
- Polka vítězí, op. 111 (1954) – „Polka siegt“, Operette
- Cirkus Humberto, op. 118 (1955) – Operette
- Kalhoty (1962) – „Die Hose“, Singspiel
- Pohádka o 12 měsíčkách (1962) – „Das Märchen von den 12 Monaten“, Singspiel für Schulkinder nach einem Märchen von Božena Němcová
- Dvě komedie televizní: 1. Měsíc divů; 2. Šlechetný kasař aneb s poctivostí nejdál dojdeš (1963) – „Zwei Fernsehkomödien: 1. Der Mirakelmonat; 2. Der edelmütige Kassendieb oder Ehrlich währt am längsten“, zwei Opernminiaturen

### Filmmusik
Filmmusik von Jaroslav Křička
- Svatý Václav (1929)
- Naši furianti (1937)
- Die Zunft der Jungfrauen (Cech panen kutnohorských) (1938)
- Jarní píseň (1944)
- Nikola Šuhaj (1947)
- Štika v rybníce (1951)